# Státní hranice Bosny a Hercegoviny

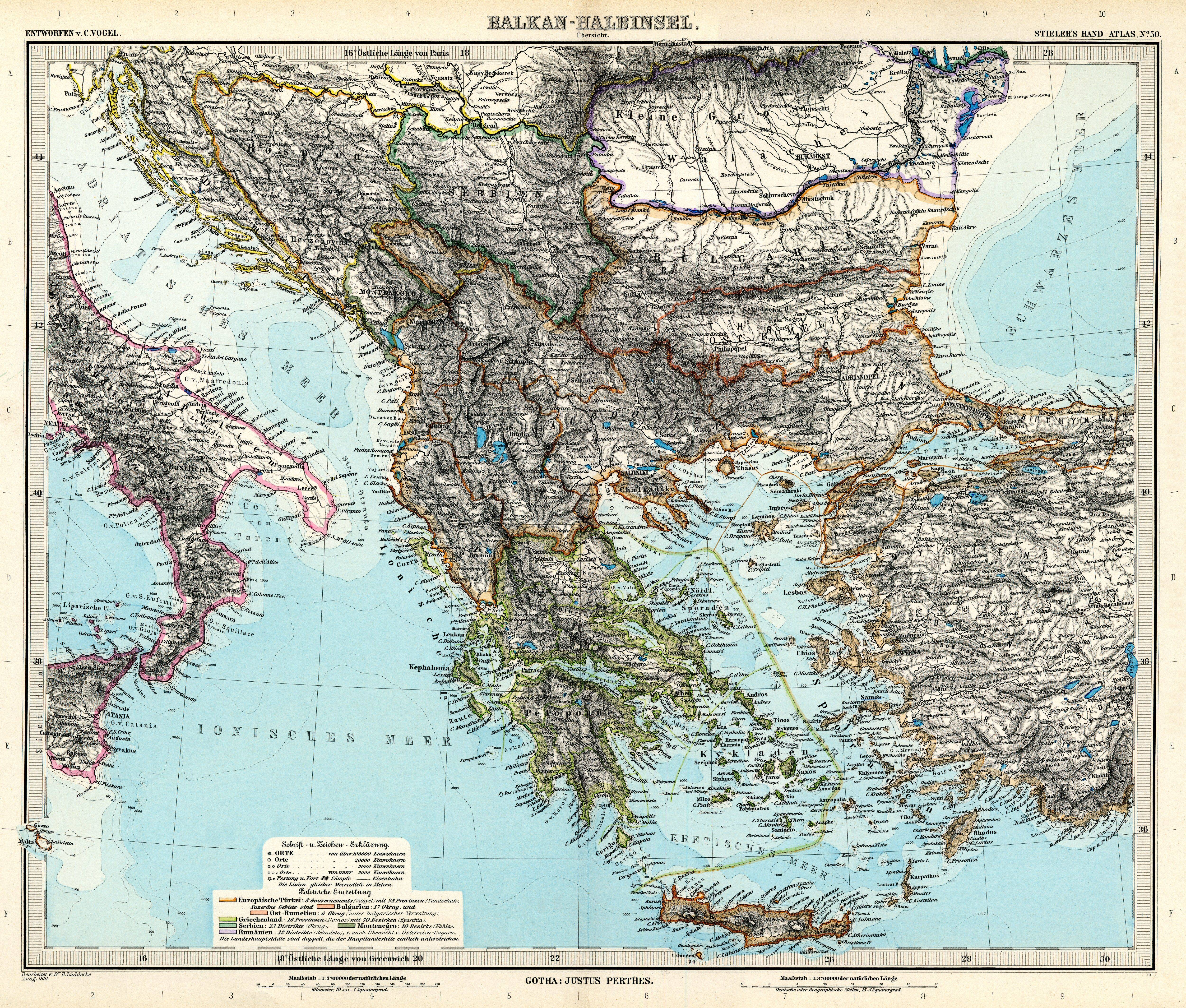
Mapa Balkánu z roku 1891. Hranice Bosny a Hercegoviny v rámci tehdejšího Rakousko-Uherska, až na krátký úsek u Bihaće, kopírují dnešní stav

Státní hranice Bosny a Hercegoviny obklopují až na malý pás u Neumu, kde má země koridor k moři, celé její území. Celkem jsou hranice země dlouhé 1459 km.
Bosna a Hercegovina hraničí s těmito státy:
- Chorvatsko (na západě, severu a jihu) – 932 km
- Srbsko (na východě) – 225 km
- Černá Hora (na jihovýchodě) – 302 km

Bosenskohercegovinské hranice kopírují hranice jednotlivých republik zaniklé SFRJ. Vedou hornatými oblastmi, nížinami, většinou však (sever a východ) podle řek (Sáva a Drina). Kolem hranic neexistovalo nikdy hraniční pásmo, jako u jiných socialistických zemí v minulosti, ba spíše zde docházelo k spolupráci (mnohá města jsou rozdělena na bosenskou a chorvatskou část). V oblasti okolo Neumu dělí bosenské území to chorvatské na dvě části; odbavení vozidel je zde proto zrychleno, aby nedocházelo v případě tranzitu (který zde má dominantní význam, neboť většina lidí cestuje mezi oběma polovinami chorvatského státu) k četným kolonám a zdržením.

## Historie
Převážná část současné hranice Bosny a Hercegoviny vznikla už v 19. století jako hranice bosensko-hercegovského protektorátu, náležejícího Rakousku-Uhersku. V období od zřízení bánovin roku 1929, až do roku 1945 však byly tyto hranice Bosny a Hercegoviny zcela ignorovány. Jednalo se až do vyhlášení nezávislosti republiky v roce 1992 však vždy o hranice vnitrostátní. V současné podobě byly hranice Bosny a Hercegoviny vymezeny po druhé světové válce při vymezení nově vzniklé svazové republiky, když nakonec došlo ke změně hranice s Chorvatskem a Černou Horou. V případě hranice s Chorvatskem se jedná o úsek u Bihaće a řeky Uny, kdy z Chorvatska nakonec přešly vesnice Baljevac, Mali Baljevac, Mali Skočaj, Međudražje, Veliki Skočaj a Zavalje; naopak do Chorvatska byly začleněny bosenské vesnice u řeky Uny: Begluci, Bušević, Doni Štrbci, Gornji Štrbci a Kestenovac. V případě hranice s Černou Horou přišla Bosna a Hercegovina o celý cíp území, sahající k Boce Kotorské, zahrnující vesnice Kruševice, Prijevor, Provodina a Sutorina.

## Refewrence a externí odkazy
1. ↑  Chorvatské hranice po druhé světové válce 1945–1956 (chorvatsky)

- Obrázky, zvuky či videa k tématu státní hranice Bosny a Hercegoviny na Wikimedia Commons